# 乔金德·辛格
乔金德·辛格，PVC（1921年9月26日—1962年10月2日）是一名印度士兵，辛格于1936年加入英属印度陆军，并在锡克联队第一营服役。 1962年中印边境战争期间，他是印度部署在東北邊境特區棒山口的一个排的軍官。乔金德·辛格在與中國人民解放軍作戰時受伤被俘。最終因伤势过重死亡。 死后他獲頒Param Vir Chakra。1963年5月17日，中國人民解放軍将他的骨灰還給印度當局。